# Pan Jin-yu
Pan Jin-yu (en chino: 潘金玉; 21 de julio de 1914-10 de octubre de 2010) fue la última hablante nativa del idioma pazeh de Taiwán. Fue la quinta de seis hermanos y nació en 1914 en Puli. Sus padres biológicos pertenecían a la etnia Kaxabu y más tarde ella fue adoptada por hablantes de la lengua Pazeh que vivían en Villa Auran (Ailan), hoy en día perteneciente al municipio de Puli. Se afirmó que hablaba fluidamente el pazeh a pesar de ser el  último hablante nativo. Sin embargo, Pan Jin-yu se comunicaba diariamente en Hokkien taiwanés, un idioma vivo que eligió como lengua principal. Dictó clases de pazeh a doscientos estudiantes habituales en Puli, y también a grupos reducidos en Miaoli y Taichung.